# Parkani
Parkani (in romeno Parcani; in russo Парканы?, Parkany) è un comune della Moldavia controllato dall'autoproclamata repubblica di Transnistria. È compreso nel distretto di Slobozia con una popolazione stimata di 10.500 abitanti (dato 2004)
È situato tra le città di Tiraspol e Bender

## Storia
Il villaggio è stato fondato da coloni bulgari all'inizio del XIX secolo. È considerato il comune a più ampia maggioranza bulgara al di fuori della Bulgaria Un monumento all'eroe nazionale bulgaro Vasil Levski è stato eretto nel settembre 2008.

## Infrastrutture e trasporti
Il comune è collegato con linee di filobus a Tiraspol e a Bender